# Лащин (Мазовецьке воєводство)
Лащин (пол. Łaszczyn) — село в Польщі, у гміні Блендув Груєцького повіту Мазовецького воєводства.
Населення — 109 осіб (2011).
У 1975-1998 роках село належало до Радомського воєводства.

## Демографія
Демографічна структура станом на 31 березня 2011 року:
|          | Загалом | Допрацездатний вік | Працездатний вік | Постпрацездатний вік |
| -------- | ------- | ------------------ | ---------------- | -------------------- |
| Чоловіки | 58      | 16                 | 33               | 9                    |
| Жінки    | 51      | 8                  | 31               | 12                   |
| Разом    | 109     | 24                 | 64               | 21                   |